# Temporada 1969-70 de los Chicago Bulls
La temporada 1969-70 fue la cuarta de los Chicago Bulls en la NBA. La temporada regular acabaron con 39 victorias y 43 derrotas, ocupando la tercera posición de la División Oeste, clasificándose para los playoffs, en los que cayeron en las semifinales de división ante los Atlanta Hawks.

## Elecciones en elDraft
| Ronda | Puesto | Jugador       | Posición | Nacionalidad   | Universidad      |
| ----- | ------ | ------------- | -------- | -------------- | ---------------- |
| 1     | 5      | Larry Cannon  | Escolta  | Estados Unidos | La Salle         |
| 2     | 20     | Ken Spain     | Pívot    | Estados Unidos | Houston          |
| 3     | 34     | Norm Van Lier | Base     | Estados Unidos | St. Francis (PA) |

## Temporada regular
| x-Atlanta Hawks        | 48 | 34 | .585 | –  |
| x-Los Angeles Lakers   | 46 | 36 | .561 | 2  |
| x-Chicago Bulls        | 39 | 43 | .476 | 9  |
| x-Phoenix Suns         | 39 | 43 | .476 | 9  |
| Seattle SuperSonics    | 36 | 46 | .439 | 12 |
| San Francisco Warriors | 30 | 52 | .366 | 18 |
| San Diego Rockets      | 27 | 55 | .329 | 21 |

## Playoffs

### Semifinales de División
Atlanta Hawks vs. Chicago Bulls 
| Fecha       | Partido                              | Ciudad  |
| ----------- | ------------------------------------ | ------- |
| 25 de marzo | Atlanta Hawks 127, Chicago Bulls 111 | Atlanta |
| 28 de marzo | Atlanta Hawks 124, Chicago Bulls 104 | Atlanta |
| 31 de marzo | Chicago Bulls 101, Atlanta Hawks 106 | Chicago |
| 3 de abril  | Chicago Bulls 131, Atlanta Hawks 120 | Chicago |
| 5 de abril  | Atlanta Hawks 113, Chicago Bulls 107 | Atlanta |
|             | Atlanta Hawks gana las series 4-1    |         |

## Estadísticas
| Rk | Jugador        | Edad | P  | PT | MP   | TC  | TCI  | %TC  | TL  | TLI | %TL  | RB   | AS  | FP  | PTS  |
| -- | -------------- | ---- | -- | -- | ---- | --- | ---- | ---- | --- | --- | ---- | ---- | --- | --- | ---- |
| 1  | Clem Haskins   | 26   | 82 |    | 39.2 | 8.1 | 18.1 | .450 | 4.0 | 5.2 | .783 | 4.6  | 7.6 | 2.9 | 20.3 |
| 2  | Bob Love       | 27   | 82 |    | 38.1 | 7.8 | 16.7 | .466 | 5.4 | 6.4 | .842 | 8.7  | 1.8 | 3.2 | 21.0 |
| 3  | Chet Walker    | 29   | 78 |    | 34.9 | 7.6 | 16.0 | .477 | 6.2 | 7.3 | .850 | 7.7  | 2.5 | 2.6 | 21.5 |
| 4  | Jerry Sloan    | 27   | 53 |    | 34.4 | 5.8 | 13.9 | .421 | 3.9 | 6.0 | .651 | 7.0  | 3.1 | 3.4 | 15.6 |
| 5  | Bob Weiss      | 27   | 82 |    | 31.0 | 4.5 | 10.4 | .427 | 2.6 | 3.1 | .842 | 2.8  | 5.8 | 2.5 | 11.5 |
| 6  | Tom Boerwinkle | 24   | 81 |    | 28.8 | 4.3 | 9.6  | .449 | 1.9 | 2.8 | .664 | 12.5 | 2.8 | 3.1 | 10.4 |
| 7  | Walt Wesley    | 25   | 72 |    | 19.5 | 3.8 | 9.0  | .417 | 2.0 | 3.0 | .662 | 6.3  | 0.9 | 2.6 | 9.5  |
| 8  | Al Tucker      | 26   | 33 |    | 16.9 | 2.9 | 5.7  | .513 | 1.1 | 1.4 | .822 | 3.4  | 0.9 | 1.6 | 7.0  |
| 9  | Ed Manning     | 26   | 38 |    | 16.2 | 2.3 | 6.7  | .341 | 1.0 | 1.3 | .771 | 5.2  | 0.9 | 2.3 | 5.6  |
| 10 | Shaler Halimon | 24   | 38 |    | 13.6 | 2.5 | 6.4  | .393 | 1.3 | 1.9 | .671 | 1.8  | 1.8 | 1.5 | 6.3  |
| 11 | Bob Kauffman   | 23   | 64 |    | 12.1 | 1.5 | 3.5  | .425 | 1.4 | 1.9 | .715 | 3.3  | 1.2 | 1.8 | 4.3  |
| 12 | Loy Petersen   | 24   | 31 |    | 7.5  | 1.1 | 2.9  | .367 | 0.8 | 1.3 | .667 | 0.8  | 0.7 | 0.7 | 3.0  |
| 13 | Johnny Baum    | 23   | 3  |    | 4.3  | 1.0 | 3.7  | .273 | 0.0 | 0.0 |      | 1.3  | 0.0 | 0.3 | 2.0  |

## Galardones y récords
| Jugador     | Galardón                               |
| Jerry Sloan | 2.º Mejor quinteto defensivo de la NBA |
| Chet Walker | All-Star                               |